# فرودگاه شهرستان آلپاین
فرودگاه شهرستان آلپاین (به انگلیسی: Alpine County Airport) یک فرودگاه همگانی بهره‌برداری هوایی است که یک باند فرود آسفالت دارد و طول باند آن ۱۳۵۴ متر است. این فرودگاه در کشور ایالات متحده آمریکا قرار دارد و در ارتفاع ۱۷۸۸ متری از سطح دریا واقع شده است.